# Joel Sternfeld
Joel Sternfeld (* 30. Juni 1944 in New York, NY, USA) ist ein US-amerikanischer Fotograf.
Er zählt zu den Fotografen, die Anfang der 1970er Jahre die Farbe für die künstlerische Fotografie entdeckten und damit seinerzeit unter dem Begriff New Color Schule machten. Sein Zugriff ist erzählerisch, sympathetisch, zuweilen mit ironischen Details oder, wie in American Prospects, indem er den narrativen Schwerpunkt in den Bildhintergrund verlegt.

## Leben und Werk
Joel Sternfeld studierte am Dartmouth College und unterrichtet seit 1985 Fotografie am Sarah Lawrence College in New York.
Seine Arbeiten wurden unter anderem im Art Institute of Chicago, dem San Francisco Museum of Modern Art, dem Museum of Modern Art, New York, der Tate Modern London, dem S.M.A.K. Gent, dem Fotomuseum Winterthur und dem Essener Museum Folkwang ausgestellt.
Sternfeld erhielt 1978 und 1982 für die Realisierung seiner Werkgruppe American Prospects zwei Guggenheim-Stipendien. 1990/91 erhielt er den Prix de Rome. Sternfeld war 2004 einer der Gewinner des Citigroup Photography Prize.
Sternfeld befasst sich immer wieder mit den Möglichkeiten fotografischer Darstellung und ihrer Rezeption. So schreibt er in Tatorte in Bezug auf seine Beweggründe:
„Es gab noch etwas anderes, das mich zu dieser Arbeit trieb. Etwas, das ich als Problem der Erkennbarkeit bezeichnen möchte. Die Erfahrung hat mich immer wieder von neuem gelehrt, dass man nie wissen kann, was sich unter einer Oberfläche oder hinter einer Fassade verbirgt. Bei der Einschätzung eines Ortes, dem Betrachten von Fotografien einer Landschaft ist unser Verständnis zwangsläufig Fehldeutungen unterworfen.“

## Ausgewählte Werkgruppen

### American Prospects
Die ersten Fotografien aus dieser Werkgruppe entstanden im Jahr 1978, als die Farbfotografie als künstlerisches Medium noch nicht etabliert war. Sternfeld benutzte erstmals eine 8x10 Großformatkamera, um bestmögliche Details zu erhalten. Er experimentierte mit Farbtheorien, die er aus der Malerei und Architektur übernahm.

### Campagna Romana
Die Campagna Romana südlich und östlich von Rom um das claudische Aquädukt herum steht im Zentrum der Werkgruppe. Ihr ungewöhnliches Licht, ihre Präsenz der antiken römischen Zivilisation beeinflusst Sternfeld, genauso wie sie Maler von Turner bis Corot angezogen hat.
In Sternfelds Farbaufnahmen stoßen Gegensätze aus Vergangenheit und Gegenwart aufeinander: antike Grabmäler, Villen, Rundbögen, Tempel neben Hochhäusern, Einkaufscentern und den Verschandelungen der modernen Vorstadt. Viel von der Landschaft, die Sternfeld fotografierte, ist von der Zersiedelung und Zerstörung bedroht. Insofern findet sich hier eine inhaltliche Parallele zu Oxbow Archive.

### Tatorte (engl. On This Site)
Für dieses Projekt besuchte Sternfeld, nachdem er aus Italien zurückgekehrt war, während zweieinhalb Jahren Orte, an denen individuelle Tragödien und Verbrechen kollektiven, teils historischen Ausmaßes stattfanden. 
Motiv sind etwa das Stonewall Inn, Orte von in den USA so häufigen Amokläufen, Straßen, auf denen ein Kind zuletzt gesehen und ein anderes von einem betrunkenen Autofahrer getötet wurde, das Raketentestgelände, von der aus die verunglückte Challenger startete und Orte kapitaler Fälle von Umweltvergiftung und Nachlässigkeit durch Staat und Industrie, wie die zu Testzwecken offene Verkippung von Atommüll in Hanford oder das New Yorker Plaza Hotel, an dem sich die Tabakindustrie entschied, mit aggressiver Werbung auf den Nachweis der Schädlichkeit ihrer Produkte zu reagieren. 
Die Fotografien selbst können, was an diesen Orten geschah, nicht (mehr) wiedergeben, man sieht unscheinbare Hausfassaden, Straßen, Landschaften, Innenräume, so dass Sternfeld jedes Bild mit der Angabe von Ort und Zeit sowie einem kurzen erklärenden Text begleitet, der diesen zunächst nichts sagenden Platz als einen Tatort identifiziert und ihn als Indiz für den Zustand einer Gesellschaft in einer „moralischen Krise“, voll Gewalt und Angst, wirksam macht. Gleichzeitig wird die Zeitgebundenheit der Fotografie als Begrenzung des Mediums deutlich. Trotzdem werden die Bilder so zu „Gedenkstätten“.

### Sweet Earth
Sweet Earth ist Joel Sternfelds tiefgehende Erkundung der USA und ein wichtiger Teil seiner Recherche von Landschaft als Beleg menschlicher Sozialisierungen, Eingriffe und Utopien. Viele Aspekte seiner bisherigen Arbeit werden aufgegriffen, besonders die Untersuchung von arkadischen und dystopischen Orten. Sweet Earth kann als komplementäre Ergänzung zu On This Site gesehen werden. In beiden Werkgruppen wird die Fotografie von exakt recherchierten Texten ergänzt, die einiges offenbaren, das über das Dargestellte der Fotografie hinausreicht, und so einen zusätzlichen Kontext eröffnen. Während beide Werkgruppen Originalschauplätze dokumentieren, stellen sie gleichzeitig Fragen nach den Möglichkeiten fotografischer Darstellung.

### Walking the High Line
In den Jahren 2000 und 2001 fotografierte Sternfeld die 1980 stillgelegte, vom Abriss bedrohte High Line, eine Hochbahntrasse in der Lower West Side in Manhattan. Mit Hilfe dieser Fotografien konnte die mittlerweile von der Natur eingenommene Bahntrasse bewahrt werden. Sie wurde inzwischen in einen Park umgestaltet.

### Oxbow Archive
Joel Sternfeld fotografierte zwei Jahre lang (2005–2007) in Massachusetts die Gegend am Altwasserarm des Connecticut River, genannt 'The Oxbow'. Dabei entstand eine Art fotografisches Archiv oder Gedächtnis einer sich im Wechsel der Jahreszeiten stetig verändernden Landschaft. Das Areal im Connecticut River gilt seit Thomas Coles Gemälde "View from Mount Holyoke, Horthampton Massachusetts" (1836, Washington, Metropolitan Museum of Art) als Sinnbild einer nationalen Landschaft der Vereinigten Staaten.
Sternfelds skeptische und zuweilen liebevolle Darstellung des damaligen Zeitgeistes, mit all seinen Schönheiten, Eigenarten und hoffnungsvollen Utopien, prägte eine neue fotografische Praxis und wurde für viele Künstler zu einem wichtigen Referenzwerk.